# MOS Technology TIM
MOS Technology TIM (TIM) је кућни рачунар, производ фирме MOS Technology који је почео да се израђује у САД током 1975. године.
Користио је MOS Technology 6502 као централни микропроцесор а RAM меморија рачунара TIM је имала капацитет од 1024 бајтова. Као оперативни систем коришћен је монитор у 6530, и кориснички програм у 2708 EPROM-у.

## Детаљни подаци
Детаљнији подаци о рачунару TIM су дати у табели испод.
|                       |                                           |
| [ 1 ]                 |                                           |
| Произвођач            |                                           |
| Тип                   | кућни рачунар                             |
| Меморија              | 1024 бајта                                |
| Поријекло             | Сједињене Америчке Државе                 |
| Година                | 1975                                      |
| Тастатура             | спљни терминал или телепринтер            |
| Процесор              |                                           |
| Фреквенција процесора | 1 .                                       |
| RAM                   | 1024 бајтова                              |
| ROM                   | монитор у 6530, кориснички програм у 2708 |
| Текст                 |                                           |
| Графика               |                                           |
| Боја                  |                                           |
| Звук                  | унутрашњи звучник?                        |
| Димензије             | зависно од примјене                       |
| Портови               |                                           |
| Оперативни систем     | монитор у 6530, кориснички програм у 2708 |